# Klaus Hallen
Klaus Hallen (* 31. Dezember 1942; † 25. Juni 2007 auf Gran Canaria) war ein deutscher Tänzer, Tanzsporttrainer, Choreograph im Bereich des Formationssportes, als auch Musiker und Bandleader.
Sein nach ihm benanntes Orchester Tanzorchester Klaus Hallen wurde weltweit bekannt für moderne Tanzmusik. Dessen Produktionen wurden bis 1998 durch die Firma Hallen Records vertreten. Seit 1998 übernimmt diese Funktion das neu gegründete Label Pro Media Musik, das den Großteil der Musikrechte übernahm.

## Erfolge im Formationstanz
Als Formationstänzer erlangte er folgende Titel:
- Weltmeister 1973

Als Trainer erlangte er folgende Titel:
- Weltmeister 1984 bis 1989 mit dem 1. TC Ludwigsburg